# Neoseiulus subsolidus
Neoseiulus subsolidus är en spindeldjursart som först beskrevs av Beglyarov 1960.  Neoseiulus subsolidus ingår i släktet Neoseiulus och familjen Phytoseiidae. Inga underarter finns listade i Catalogue of Life.